# Hellgame
Hellgame är ett svenskutvecklat brädspel utgivet 2003 av Udo Grebe Gamedesign. Spelet designades av Lars Yngve Johansson och Anders Fager, och illustrerades av desamma samt Mattias Carlson och Jerry Malone. 
Hellgame är designat för tre till sex spelare och utspelar sig i Dantes helvete. Spelaren ska med hjälp av sina tre demoner ta kontroll över en av helvetets nio cirklar. Den spelare som först lyckas med detta vinner. Spelet är skrivet helt på engelska.
Det finns även en expansion till spelet, Extra Evil, som är en ren kortexpansion med 55 nya kort.
Spelet fick inledningsvis både bra kritik för en originell spelidé, men samtidigt kritik mot att slumpen kunde påverka för mycket. Spelbalansen har dock förbättrats i och med expansionen Extra Evil.